# Marc Molinié
Pour les articles homonymes, voir Molinié.
Marc Molinié, né le 1er octobre 1960, est un pilote de rallyes franco-ivoirien.

## Biographie
Il commence la moto à 15 ans en France, en 1975, au guidon d’une Fantic Caballero de 50 cm3; dès 1976 il passe sur une DTMX de 125 cm3 pour disputer l’Enduro de N’Douci en Côte d'Ivoire, où il réside depuis lors.
En 1981, il participe au rallye-raid Paris Dakar, avec l’équipe Ivoire.
Il commence sa carrière en rallye derrière le volant en 1990 lors du rallye de Pentecôte, après avoir été le copilote de son frère aîné Michel Molinié de 1981 à 1989.
Il exerce une activité professionnelle de directeur de société, à Abidjan.

## Palmarès

### Moto
- Champion de Côte d'Ivoire à cinq reprises consécutives, de 1977 à 1981, en catégories enduro et motocross.

### Automobile
- Champion de Côte d'Ivoire des rallyes : 1999 (3 victoires);
- Rallye Côte d'Ivoire Bandama 1999 (30e édition), sur Toyota Celica GT-Four, copilote Christian Tribout (son beau-frère);
- Rallye de Dabou 2010, sur Mitsubishi Lancer Evo VII;
  - 2e du rallye Côte d'Ivoire Bandama 2009 (40e édition), sur Mitsubishi Lancer Evolution VII.